# Васильєва Катерина Олександрівна
Васильєва Катерина Олександрівна (30 травня 1976) — російська ватерполістка.
Бронзова призерка Олімпійських Ігор 2000 року, учасниця 2004 року.
Бронзова призерка Чемпіонату Європи з водного поло 1999 року.